# Mount Caroline Mikkelsen
Mount Caroline Mikkelsen ist ein kleiner Berg an der Ingrid-Christensen-Küste des ostantarktischen Prinzessin-Elisabeth-Lands. Er ragt zwischen dem Hargreaves-Gletscher und dem Polar-Times-Gletscher am südlichen Ausläufer der Prydz Bay und 6 km nordnordwestlich des Svarthausen auf. Trotz seiner geringen Höhe von nur 235 m ist er die höchste Erhebung in der weiteren Umgebung.
Der norwegische Kapitän Klarius Mikkelsen (1887–1941) entdeckte ihn am 20. Februar 1935 auf seiner Fahrt mit dem Walfangschiff Thorshavn. Mikkelsen benannte ihn nach seiner Ehefrau Caroline (1906–1998), die ihn auf dieser Reise begleitete.